# 张操
张操（1942年—），美籍华人物理学家。

## 生平
张操出生于上海，1965年在复旦大学核物理专业毕业。中国改革开放后，在1980年去美国麻省大学物理系进修。
1982年回到中国，在上海科技大学物理系教授理论力学、近代物理等课程。
1985年－1989年，在美国犹他州立大学和亚拉巴马州大学物理系任客座教授，曾教授过电动力学。
2002年，在美国亚拉巴马州大学退休。继续从事时间和空间理论的研究.
2013年春季，在上海复旦大学核科学与技术系任外聘教授.

## 发表作品
在已往四十多年中，张操致力于研究超光速中微子和相对论，已发表研究论文二十余篇。
最早一篇超光速论文发表在1979年：《超光速运动的新途径》。
在1985年初的国际会议，张操發表論文《自由超光速粒子存在吗？》，预言了中微子是超光速粒子。
2011年10月，科學书《物理时空理论探讨—超越相对论的尝试》，由上海科学技术文献出版社出版。
2012年6月,科普書：“穿越時間可能嗎？——PK《時間簡史》”，復旦大學出版社出版。復旦大學出版社出版
2012年9月, 文匯報：華人學者著書PK霍金:穿越回去是不可能的, 

## 外部連結
- 文汇报报道:“超光速震撼”[永久]
- 中国日报: 相对论可以被超越，但“过去”仍回不去[永久]

文匯報：華人學者著書PK霍金:穿越回去是不可能的